# Windows NT 3.51
Windows NT 3.51是微软开发的面向企业的Windows NT操作系统的主要版本之一。它是Windows NT产品线的第三代产品，于1995年5月30日发布，在Windows NT 3.5問世後九個月，比Windows 95早了三個月。Windows NT 3.51有個重大的功能改进；第一是首度增加了對PowerPC處理器的支援，第二是改进了系統的操作界面。後一代系统Windows NT 4.0于一年后推出。微软对Windows NT 3.51工作站版和服务器版的支持分别于2001年和2002年结束。

## 概述
在发布时，微软将Windows NT 3.51称作“PowerPC版”。原计划是发布NT 3.5的PowerPC版，但微软的大卫·汤普森称，“我们用了近9个月修复bug，同时等IBM完成Power PC硬件”。NT 3.51还支持x86、MIPS和Alpha架构。
Windows NT 3.51的新功能有PCMCIA支持、NTFS文件压缩、可更换的WinLogon（GINA）、OpenGL的3D支持、TCP/IP下永久IP路由、鼠标悬浮工具栏按钮时自动显示文字描述（tooltips），以及支持Windows 95通用控件。
Windows NT 3.51因内核类别显著差异，可以轻松运行大量设计给Windows 95的Win32应用。后来开发者在设计32位应用程序时，会禁止程序运行于Windows 98之前版本，因此这些程序无法在该系统工作；此外，部分程序无法在老旧的Windows NT 3.51接口下正常运行。
NT 3.51有5个服务包（Service Pack），包括修复bug和增加新功能。比如Service Pack 5修复了2000年问题相关的问题。
NT 3.51是最后支持Intel 80386处理器的产品系列。这样，它可以支持HPFS分区（Windows 2000和之后的系统不行），并在至少一些公共控件API上运行，意味着可以在老机器上临时使用。WIndows NT 3.51和Windows NT 3.x其它版本一样，部分兼容OS/2 1.x应用程序；但是它们只能支持文本模式应用程序。

### NewShell
1995年5月26日，微软发布了为NT 3.51发布了新界面的测试版“Shell Technology Preview”，并常以“NewShell”作非正式的代称。其包括Windows GUI的任务栏和开始菜单，废弃了Windows 3.x程序管理器/文件管理器式界面，改用Windows Explorer式用户图形界面，和Chicago（Windows 95开发代号）Beta 2阶段时的极为相似。1995年8月8日，Shell Technology Preview的第二个公开版“Shell Technology Preview Update”（也通常被称为NewShell 2）提供给MSDN和CompuServe用户。
NewShell最终并未正式推出，微软转为将其代码与Windows NT代码合并为Shell Update Release项目，于1996年7月作为Windows NT 4.0发布。

## 系统需求
|          | 最低配置                                                   |
| -------- | ---------------------------------------------------------- |
| CPU      | Intel 386或486 25 MHz                                      |
| 内存     | 工作站版：12 MB 服务器版：16 MB                            |
| 显卡     | VGA                                                        |
| 硬盘标准 | IDE、EIDE、SCSI或ESDI                                      |
| 硬盘空间 | 90 MB                                                      |
| 启动设备 | CD-ROM驱动器、1.44 MB或1.2 MB软盘驱动器， 或有效的网络连接 |

支持EDIE寻址机制，包括逻辑块寻址（LBA）、ONTrack磁盘管理器、EZDrive和扩展柱面-磁头-扇区（ECHS）。